# Mari Eder
Mari Eder, geboren als Mari Laukkanen (Eno, 9 november 1987), is een Fins biatlete en langlaufster. Ze nam drie keer deel aan de Olympische Winterspelen.

## Carrière
Laukkanen maakte haar debuut in de wereldbeker biatlon tijdens de sprint in het seizoen 2007/2008 in Kontiolahti. Op 1 maart 2008 debuteerde Laukkanen ook in de wereldbeker langlaufen.
In 2010 nam Laukkanen een eerste keer deel aan de Olympische Winterspelen. In het biatlon eindigde ze 43e op de 20 kilometer individueel en 68e op de 10 kilometer sprint. Tijdens de Olympische Winterspelen van 2014 in Vancouver eindigde ze op de 36e plaats in het sprintnummer biatlon. Laukkanen nam op deze OS ook deel aan het sprintnummer van het langlaufen. Op dit nummer werd ze nipt uitgeschakeld in de kwartfinale en eindigde ze op de 15e plaats. Later dat jaar, op 15 maart 2014 behaalde ze haar eerste podiumplaats in een wereldbekerwedstrijd biatlon met een derde plaats op de sprint in Kontiolahti.
Op de Wereldkampioenschappen biatlon 2017 in Hochfilzen viel Laukkanen met een 4e plaats op het individuele nummer net naast het podium. In maart 2017 won ze haar eerste wereldbekerwedstrijden: in het Noorse Oslo won Laukkanen zowel de 7,5 kilometer sprint als de 10 km achtervolging.

## Resultaten biatlon

### Olympische Winterspelen
| Jaar | Plaats      | Onderdeel   | Onderdeel | Onderdeel     | Onderdeel  | Onderdeel | Onderdeel          |
| Jaar | Plaats      | Individueel | Sprint    | Achtervolging | Massastart | Estafette | Gemengde estafette |
| ---- | ----------- | ----------- | --------- | ------------- | ---------- | --------- | ------------------ |
| 2010 | Vancouver   | 42e         | 67e       | –             | –          | –         |                    |
| 2014 | Sotsji      | DNS         | 36e       | DNS           | –          | –         | –                  |
| 2018 | Pyeongchang | 42e         | 64e       | –             | –          | 15e       | –                  |

### Wereldkampioenschappen
| Jaar | Plaats            | Onderdeel                               | Onderdeel                               | Onderdeel                               | Onderdeel                               | Onderdeel                               | Onderdeel          | Onderdeel                 |
| Jaar | Plaats            | Individueel                             | Sprint                                  | Achtervolging                           | Massastart                              | Estafette                               | Gemengde estafette | Single gemengde estafette |
| ---- | ----------------- | --------------------------------------- | --------------------------------------- | --------------------------------------- | --------------------------------------- | --------------------------------------- | ------------------ | ------------------------- |
| 2007 | Antholz           | –                                       | 43e                                     | gelapt                                  | –                                       | 12e                                     | 16e                |                           |
| 2008 | Östersund         | 47e                                     | 34e                                     | 33e                                     | –                                       | 15e                                     | 10e                |                           |
| 2009 | Pyeongchang       | –                                       | 55e                                     | 47e                                     | –                                       | 15e                                     | 10e                |                           |
| 2010 | Chanty-Mansiejsk  | Niet gehouden vanwege Olympische Spelen | Niet gehouden vanwege Olympische Spelen | Niet gehouden vanwege Olympische Spelen | Niet gehouden vanwege Olympische Spelen | Niet gehouden vanwege Olympische Spelen | 17e                |                           |
| 2011 | Chanty-Mansiejsk  | 40e                                     | 28e                                     | gelapt                                  | –                                       | 10e                                     | 9e                 |                           |
| 2012 | Ruhpolding        | 60e                                     | 15e                                     | 25e                                     | 27e                                     | 18e                                     | 16e                |                           |
| 2013 | Nové Město        | 63e                                     | 60e                                     | 46e                                     | –                                       | 21e                                     | 18e                |                           |
| 2015 | Kontiolahti       | 65e                                     | 16e                                     | 29e                                     | –                                       | 16e                                     | 9e                 |                           |
| 2016 | Oslo Holmenkollen | –                                       | 52e                                     | 45e                                     | –                                       | –                                       | 18e                |                           |
| 2017 | Hochfilzen        | 4e                                      | 57e                                     | DNS                                     | –                                       | 15e                                     | 10e                |                           |
| 2019 | Östersund         | –                                       | –                                       | –                                       | –                                       | –                                       | –                  | –                         |
| 2020 | Antholz           | 67e                                     | 68e                                     | –                                       | –                                       | 11e                                     | 9e                 | 23e                       |

### Wereldkampioenschappen junioren
| Jaar | Plaats     | Onderdeel   | Onderdeel | Onderdeel     | Onderdeel |
| Jaar | Plaats     | Individueel | Sprint    | Achtervolging | Estafette |
| ---- | ---------- | ----------- | --------- | ------------- | --------- |
| 2007 | Martell    | DNF         | 13e       | 11e           | 5e        |
| 2008 | Ruhpolding | 30e         | 12e       | 5e            | 7e        |

### Wereldbeker
Eindklasseringen
| Seizoen   | Algemeen | Individueel | Sprint | Achtervolging | Massastart |
| --------- | -------- | ----------- | ------ | ------------- | ---------- |
| 2007/2008 | 73e      | –           | 61e    | –             | –          |
| 2009/2010 | 83e      | –           | 78e    | 67e           | –          |
| 2010/2011 | 57e      | 69e         | 55e    | 51e           | –          |
| 2011/2012 | 36e      | –           | 32e    | 33e           | 36e        |
| 2012/2013 | 57e      | –           | 48e    | –             | 41e        |
| 2013/2014 | 42e      | –           | 21e    | 61e           | –          |
| 2014/2015 | 32e      | –           | 15e    | 53e           | 40e        |
| 2015/2016 | 62e      | –           | 56e    | 58e           | 42e        |
| 2016/2017 | 26e      | 10e         | 30e    | 27e           | 25e        |
| 2017/2018 | 37e      | 31e         | 35e    | 40e           | 44e        |
| 2018/2019 | –        | –           | –      | –             | –          |
| 2019/2020 | 30e      | 38e         | 28e    | 56e           | 21e        |

Wereldbekerzeges
| Nr.         | Datum         | Plaats      | Onderdeel           |
| Individueel | Individueel   | Individueel | Individueel         |
| ----------- | ------------- | ----------- | ------------------- |
| 1.          | 17 maart 2017 | Oslo        | 7,5 km sprint       |
| 2.          | 18 maart 2017 | Oslo        | 10 km achtervolging |

## Resultaten langlaufen

### Olympische Winterspelen
| Jaar | Plaats | Resultaten |
| ---- | ------ | ---------- |
| 2014 | Sotsji | 15e Sprint |

### Wereldkampioenschappen
| Jaar | Plaats | Resultaten |
| ---- | ------ | ---------- |
| 2017 | Lahti  | 8e Sprint  |

### Wereldbeker
Eindklasseringen
| Seizoen   | Algm | SP  |
| --------- | ---- | --- |
| 2007/2008 | 86e  | 66e |
| 2008/2009 | 109e | 72e |
| 2010/2011 | 104e | 73e |
| 2012/2013 | 70e  | 41e |
| 2013/2014 | 81e  | 52e |
| 2016/2017 | 86e  | 52e |